# 赤城登山鉄道
赤城登山鉄道株式会社（あかぎとざんてつどう）とは、かつて群馬県勢多郡赤城山における観光開発を行っていた東武グループの会社である。
以下の鉄道・索道およびロッジを運営していた。
- 鋼索式鉄道（ケーブルカー）： 利平茶屋駅（黒保根村、現桐生市）- 赤城山頂駅（富士見村、現前橋市）[2]
- リフト：赤城大洞 -  赤城平間 （1958年1月10日開業）[3]
- ロープウェイ（赤城山ロープウェイ）：赤城平 - 地蔵峠間 （1957年7月27日開業）[1][4]。

ケーブルカーは1968年に廃止となったが、リフトおよびロープウェイは黒字を維持していたため引き続き運行された。
赤城登山鉄道はケーブルカー廃止後、社名を赤城山ロープウェイに改めたが、1979年10月1日に東武興業に吸収合併され解散。東武興業に継承されたリフト・ロープウェイも、1998年3月限りで休止され、その後廃止された。

## 歴史
- 1957年（昭和32年）6月11日 東武鉄道出資により赤城登山鉄道株式会社設立。
- 1957年（昭和32年）7月21日 利平茶屋 - 鳥居峠間のケーブルカーが開業[1]。
- 1957年（昭和32年）7月27日 赤城平 - 地蔵岳間のロープウェイが開業[1]。
- 1967年（昭和42年）11月5日 ケーブルカー全線休止
- 1968年（昭和43年）6月1日 ケーブルカー全線廃止、社名を赤城山ロープウェイ株式会社に改称
- 1979年（昭和54年）10月1日 東武興業に吸収合併され会社解散。

## ケーブルカー
赤城山を登るケーブルカーで、東武鉄道が手がけていた赤城山観光開発の一環として1957年に開通した。東武鉄道では前橋 - 赤城大洞 - 鳥居峠（赤城山頂駅） - 桐生間の赤城山回遊ルートの開発を図ったが、山の東側の利平茶屋と鳥居峠（赤城山頂駅）の間は急峻な地形であり道路が建設できないため、ケーブルカーで連絡することとした。
開業後、東武鉄道では新大間々駅を赤城駅に改称し、浅草駅 - 赤城駅間に直通急行列車の運行を開始し、前橋駅・中央前橋駅 - 赤城大洞 - 赤城山頂間と桐生駅 - 赤城駅 - 水沼駅 - 利平茶屋間に路線バスの運行を開始している。このほか、赤城駅から上毛電気鉄道上毛線に乗り入れる急行「じょうもう」も運行されていた（1963年に廃止）。
しかし、前橋 - 赤城山頂間の道路の改良が進んだのに対し、桐生 - 利平茶屋間の道路が悪路のままであったのと、浅草 - 赤城間直通急行列車の所要時間が国鉄急行列車の上野 - 前橋間に比べ長かったため、観光客は前橋からの往復利用が主流となり、赤城山東側を通る利用者は減少した。そのため当路線も利用者が減少し、1967年11月5日に休止、翌1968年6月1日に廃止され、ケーブルカーは開業からわずか10年という短い歴史の幕を閉じた。

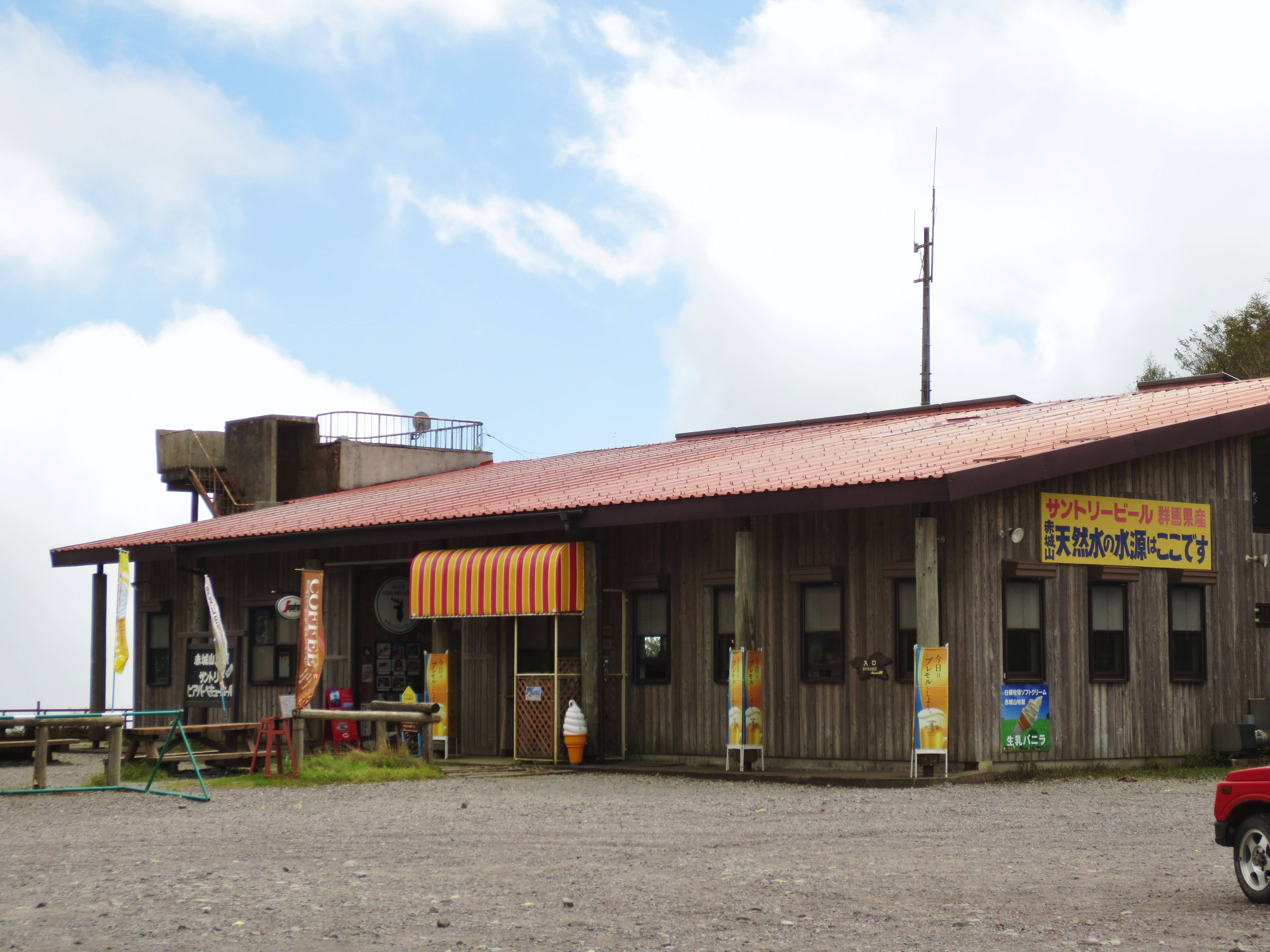
赤城山頂駅跡に開業したサントリービア・バーベキューホール

現在、赤城山頂駅の駅舎は「サントリー・ビア・バーベキューホール」と土産物店に改装されている。館内にはケーブルカーの史料が展示されているほか、ホームの跡も残されている。一方の利平茶屋駅は、桐生市営の利平茶屋森林公園の中にホーム跡が残るのみである。

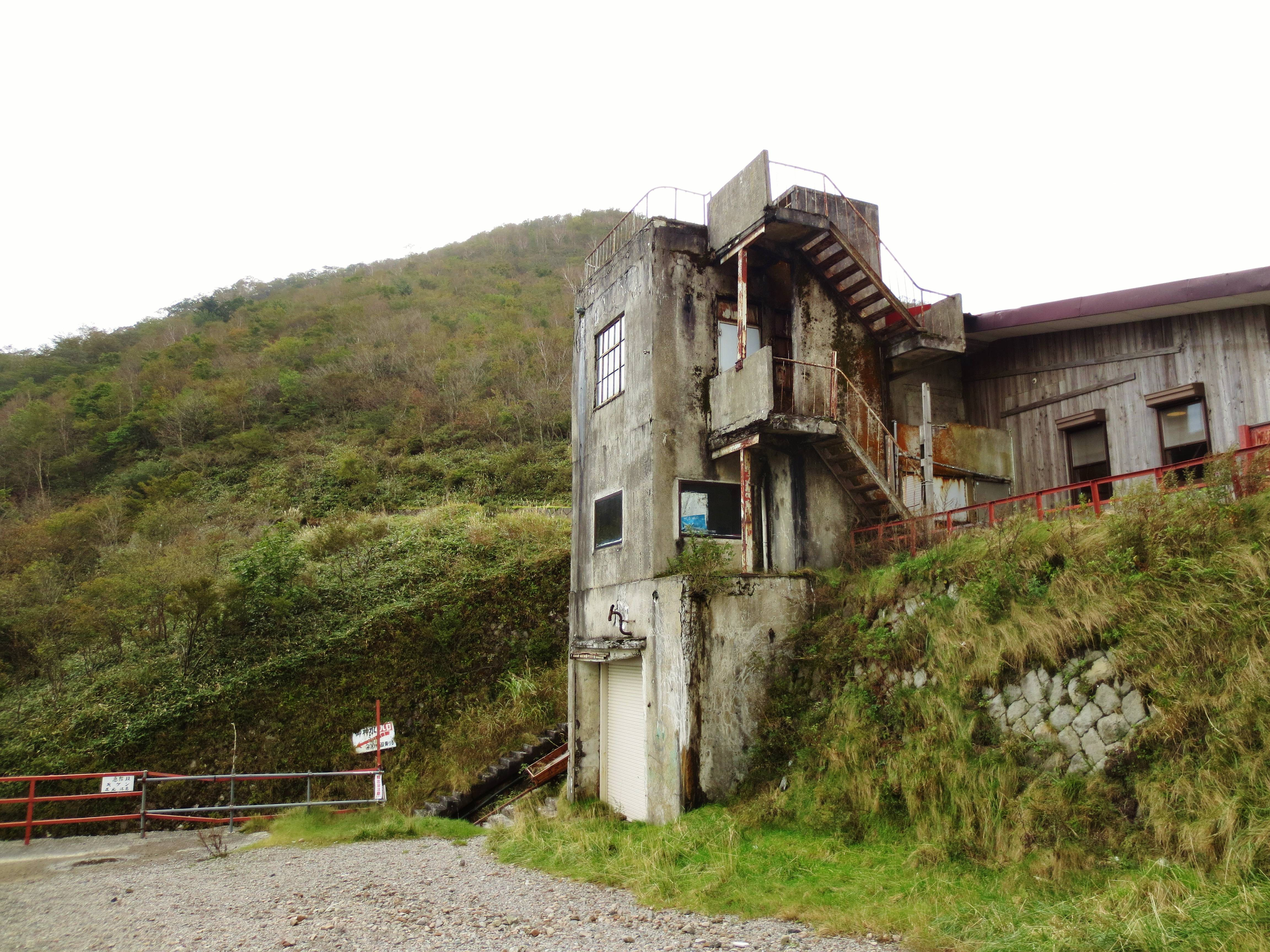
赤城山頂駅跡
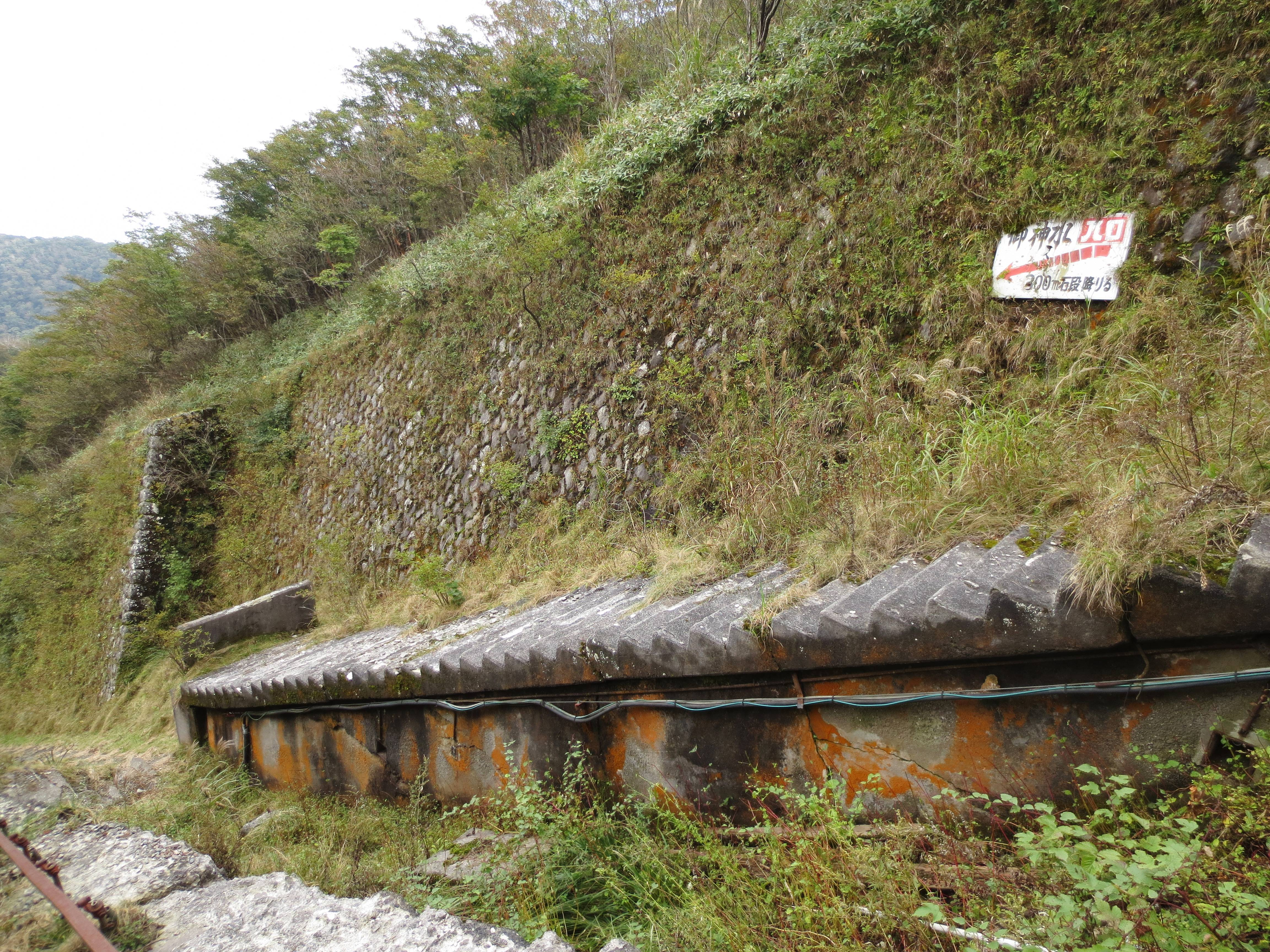
赤城山頂駅跡ホーム
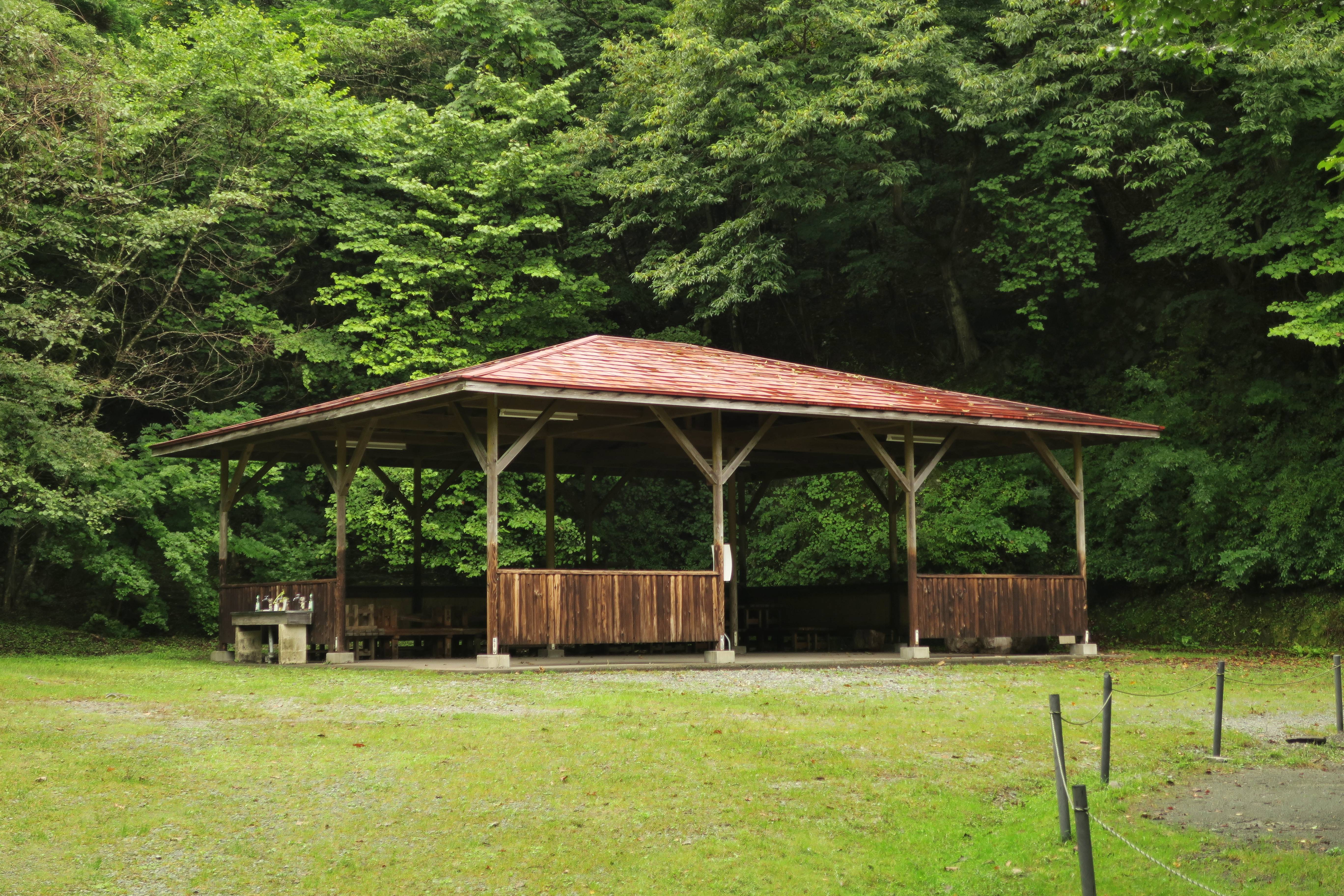
利平茶屋駅跡
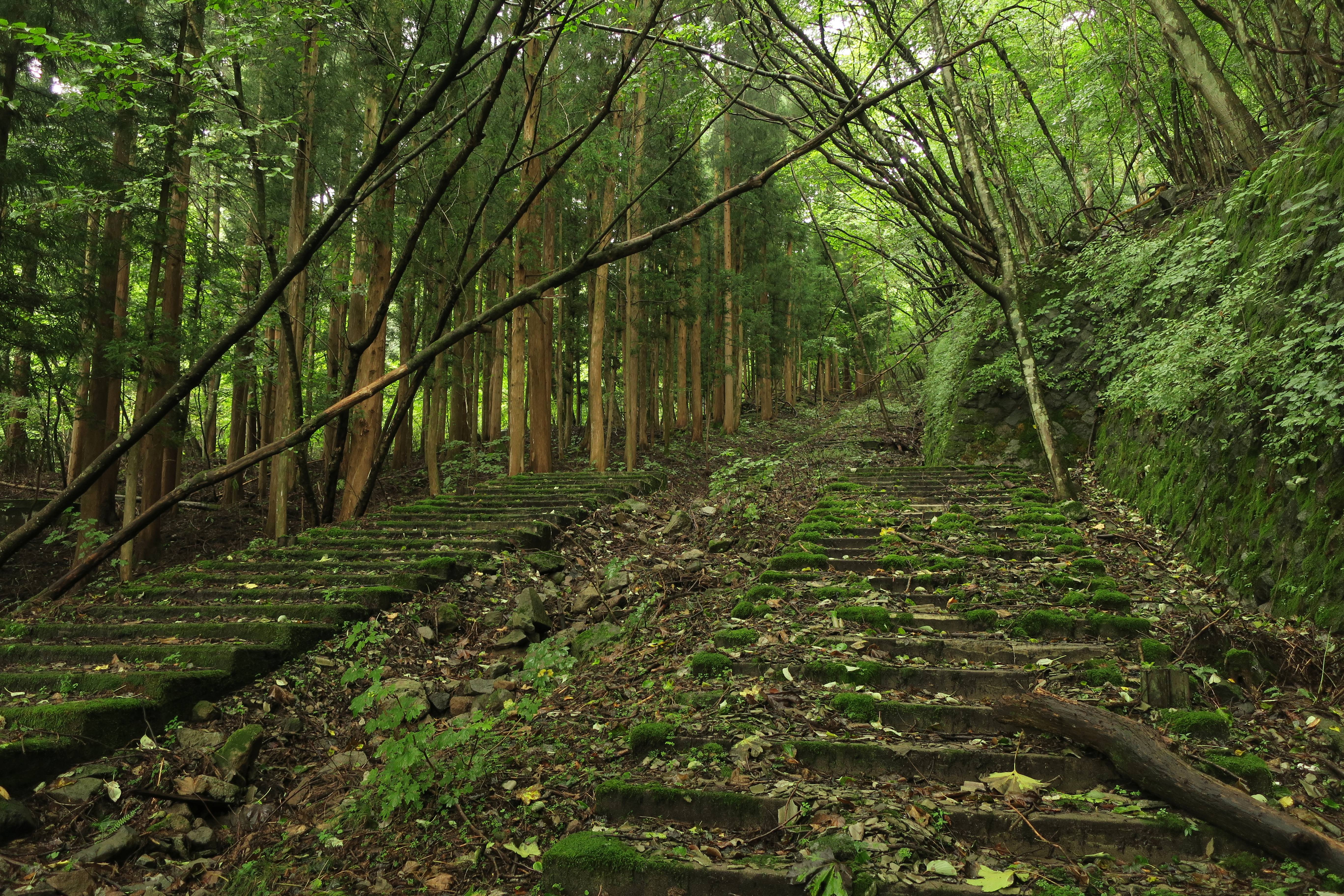
利平茶屋駅跡ホーム

### 路線データ
- 路線距離（営業キロ）：1.0 km
- 軌間：1,067 mm
- 駅数：2駅（起終点駅含む）
- 高低差：363.4 m
- 最急勾配：586‰
- 最小曲線半径：300 m

### 車両
車両は「A」と「B」の2両が在籍した。いずれも日立製作所製造の全鋼製車体で定員121名（座席36名）。制動方式はテオドルベル式であった。愛称名は付けられていなかった。車体塗装は2両とも同一で、黄緑色に2本の赤帯を入れた塗装であったが、のちに車体上部の窓周りが赤色に変更された。
計画当初の段階では乗用車の積み込みが可能な車両を採用することが考えられていたが、技術的に困難であるため見送られた。

### 駅一覧
利平茶屋駅  - 赤城山頂駅 

### 輸送実績
| 年度 | 旅客輸送人員（千人） |
| ---- | -------------------- |
| 1958 | 156                  |
| 1963 | 224                  |
| 1966 | 137                  |

- 私鉄統計年報各年版より

## ロープウェイ
赤城山ロープウェイは、1957年7月21日のケーブルカー営業開始から6日後（7月27日）に開業。ケーブルカーは開業後10年で休止、そして廃止した後もロープウェイの営業は続けられ、1968年に社名も赤城山ロープウェイと改められた。1979年から同社を合併した東武興業の運営となった。
しかし、赤城山観光の地盤沈下、リフトを乗り継いでロープウェイに乗るフットワークの悪さなどで観光客が減り、1998年3月限りで休止、その後廃止となった。

### 路線データ
- 路線距離（営業キロ）：586 m　[1]
- 方式：3線交走式
- 駅数：2駅（起終点駅含む）
- 高低差：220 m

### 駅一覧
赤城平駅 - 地蔵岳展望台駅　